# キャッチ (ワイドショー番組)
『キャッチ』は、1989年10月2日から1992年3月27日まで一部日本テレビ系列局で放送された日本テレビ製作のワイドショー。放送時間は毎週月曜 - 金曜 15:00 - 15:45 (JST) 。

## 放送概要
この番組以前に同枠で放送されていた『芸能スクランブル!!』や『スクランブル3』とは異なり、芸能だけでなく時事ネタや生活情報も取り上げていた。エンディングでは、小倉がミニ情報をフラッシュで伝える「小倉智昭のあれこれキャッチ」を実施していた。
小倉が文化放送『小倉智昭のニュースアタックル』（後に『小倉智昭の夕焼けアタックル』に改題）でパーソナリティを、フジテレビ系列『ジョーダンじゃない!?』（『どうーなってるの?!』の前身）で司会を務めることになったため、1992年3月27日放送分を以って2年半にわたる放送に幕を閉じた。

## 出演者
- 小倉智昭（第1回 - 最終回）
- 辻昌子（1989.10 - 1991.3）
- 松山香織（1991.4 - 1992.3[1]）
- 久能靖（1991.10 - 1992.3、コメンテーター）

## 放送ネット局
- 日本テレビ（製作局）
- 札幌テレビ（1991年9月30日から[2]）
- 青森放送（日本テレビ系フルネット化後の1991年10月1日から[3]）
- テレビ岩手
- ミヤギテレビ
- 福島中央テレビ
- テレビ新潟
- テレビ信州（日本テレビ系フルネット化後の1991年4月1日から）
- 静岡第一テレビ
- テレビ金沢（サービス放送期間中の1990年3月27日から）[4]
- 中京テレビ
- 読売テレビ
- 日本海テレビ
- 西日本放送
- 広島テレビ
- 南海放送（1992年1月6日から）
- 福岡放送
- 長崎国際テレビ（サービス放送期間の1991年3月25日から[5]）
- くまもと県民テレビ

### ネット局に関する備考
- 当時の日本テレビ系列局にはクロスネット局が多く、テレビ朝日の『お昼のマイテレビ』→『ホットライン110番』→『森田健作の熱血テレビ』→『女38歳気になるテレビ』（いずれも3時間遅れの時差ネット）および、フジテレビの『タイム3』のいずれかをネットする局があった。さらに日本テレビ自体も同時間帯をローカルセールス扱いにしていたため、クロスネット局以外の系列局であっても本番組を放送しない局があった。
- そのため、秋田放送・山梨放送・北日本放送・四国放送・高知放送および、クロスネットの山形放送・福井放送・山口放送[6]・テレビ長崎[7]・テレビ大分・テレビ宮崎[8]・鹿児島テレビでは一度も放送されなかった。
- 青森放送（1991年10月に日本テレビ系フルネット化）とテレビ信州（1991年4月に日本テレビ系フルネット化[9]）は番組開始当初、日本テレビ系列とテレビ朝日系列のクロスネット局だったため、クロスネット時代は未ネットだったが、フルネット化への移行と同時にネット開始された。
- 本番組放送期間中に開局したテレビ金沢と長崎国際テレビの2局は、サービス放送の段階中からネットしていた。